# Grote Prijs Raf Jonckheere 2009
De 59e editie van de Belgische wielerwedstrijd Grote Prijs Raf Jonckheere werd verreden op 27 juli 2009. De start en finish vonden plaats in Westrozebeke. De winnaar was Andy Cappelle, gevolgd door Niko Eeckhout en Maxim Debusschere.

## Uitslag
| Grote Prijs Raf Jonckheere 2009 |                     |                         |            |
| Plaats                          | Naam                | Ploeg                   | Tijd       |
| Winnaar                         | Andy Cappelle       | Palmans-Cras            | 3u 41' 30" |
| 2                               | Niko Eeckhout       | An Post-Sean Kelly Team | 3"         |
| 3                               | Maxim Debusschere   | Team Katjoesja          | 10"        |
| 4                               | Geert Omloop        | Palmans-Cras            | z.t.       |
| 5                               | Nick Nuyens         | Rabobank                | z.t.       |
| 6                               | Egidijus Juodvalkis | Team Piemonte           | 31"        |
| 7                               | Kevin Pauwels       | Fidea Cycling Team      | z.t.       |
| 8                               | Romain Fondard      | Lotto-Bodysol           | z.t.       |
| 9                               | Steven Tronet       | Roubaix-Lille Métropole | z.t.       |
| 10                              | Fabien Bacquet      | Auber 93                | z.t.       |

1951 · 1952 · 1953 · 1954 · 1955 · 1956 · 1957 · 1958 · 1959 · 1960 · 1961 · 1962 · 1963 · 1964 · 1965 · 1966 · 1967 · 1968 · 1969 · 1970 · 1971 · 1972 · 1973 · 1974 · 1975 · 1976 · 1977 · 1978 · 1979 · 1980 · 1981 · 1982 · 1983 · 1984 · 1985 · 1986 · 1987 · 1988 · 1989 · 1990 · 1991 · 1992 · 1993 · 1994 · 1995 · 1996 · 1997 · 1998 · 1999 · 2000 · 2001 · 2002 · 2003 · 2004 · 2005 · 2006 · 2007 · 2008 · 2009 · 2010 · 2011 · 2012 · 2013 · 2014 · 2015 · 2016 · 2017 · 2018 · 2019 · 2020 · 2021 · 2022